# Parafia Imienia Najświętszej Maryi Panny w Ptaszkowej
Parafia Imienia Najświętszej Maryi Panny w Ptaszkowej – parafia rzymskokatolicka znajdująca się w diecezji tarnowskiej w dekanacie grybowskim.

## Historia
Parafia w Ptaszkowej powstała około 1560 roku. Kościół w miejscowości zbudowany został w 1555 roku. Wcześniej znajdowała się tu kaplica, która była filią parafii w Grybowie. Z nieznanych powodów biskup w 1721 roku zniósł parafię, ponownie przydzielając ją jako filię do parafii w Grybowie. 11 marca 1911 roku biskup Leon Wałęga ponownie erygował parafię w Ptaszkowej. Wg innego źródła parafię w Ptaszkowej włączono do parafii w Grybowie przed 1618 rokiem i ponownie erygowano ok. 1770 roku.
W parafii znajdują się dwa kościoły: kościół Wszystkich świętych z 1555 roku, który pełnił rolę kościoła parafialnego do 2016 roku (obecnie pomocniczy) oraz kościół Imienia Najświętszej Maryi Panny, który został konsekrowany przez biskupa Andrzeja Jeża 14 maja 2016 roku, pełniący rolę kościoła parafialnego.

## Obraz Matki Bożej
W parafii znajduje się cudowny obraz Matki Bożej Radosnej, otoczony lokalnym kultem z około 1734 roku. Obraz ofiarował parafii sędzia Michał Stadnicki. Obecnie wizerunek NMP znajduje się w nowym kościele parafialnym.

## Proboszczowie
- ks. Antoni Paszyński (1781–1788)
- ks. Kasper Szymczakiewicz (1789)
- ks. Marcin Kroczyński (1790–1799)
- ks. Ignacy Bielański (1799–1812)
- ks. Józef Napiórkowski (1813–1819)
- ks. Józef Waxmundzki (1819–1830)
- ks. Tomasz Brunkala (1830–1834)
- ks. Michał Kalatay (1834–1839)
- ks. Ignacy Kutz (1839–1844)
- ks. Wincenty Kadłubek Sumara (1844–1847)
- ks. Augustyn Wójtowicz (1847–1859)
- ks. Walenty Jan Kozak (1859–1871)
- ks. Jan Ewangelista Buczyński (1871–1877)
- ks. Tomasz Kossek (1877–1890)
- ks. Mikołaj Zabrzeski (1890–1893)
- ks. Piotr Lewandowski (1893–1900)
- ks. Jan Górnik (1900–1911)
- ks. Ignacy Kołodziej (1911–1925)
- ks. Edward Pykosz (1926–1952)
- ks. Konstanty Cabaj (1952–1966)
- ks. Jan Kasiński (1966–1976)
- ks. Józef Giera (1976)
- ks. Stanisław Pelc (1976–1995)
- ks. Józef Kmak (1995–2024)[9]
- ks. Stanisław Kurczab (od 2024)[10]

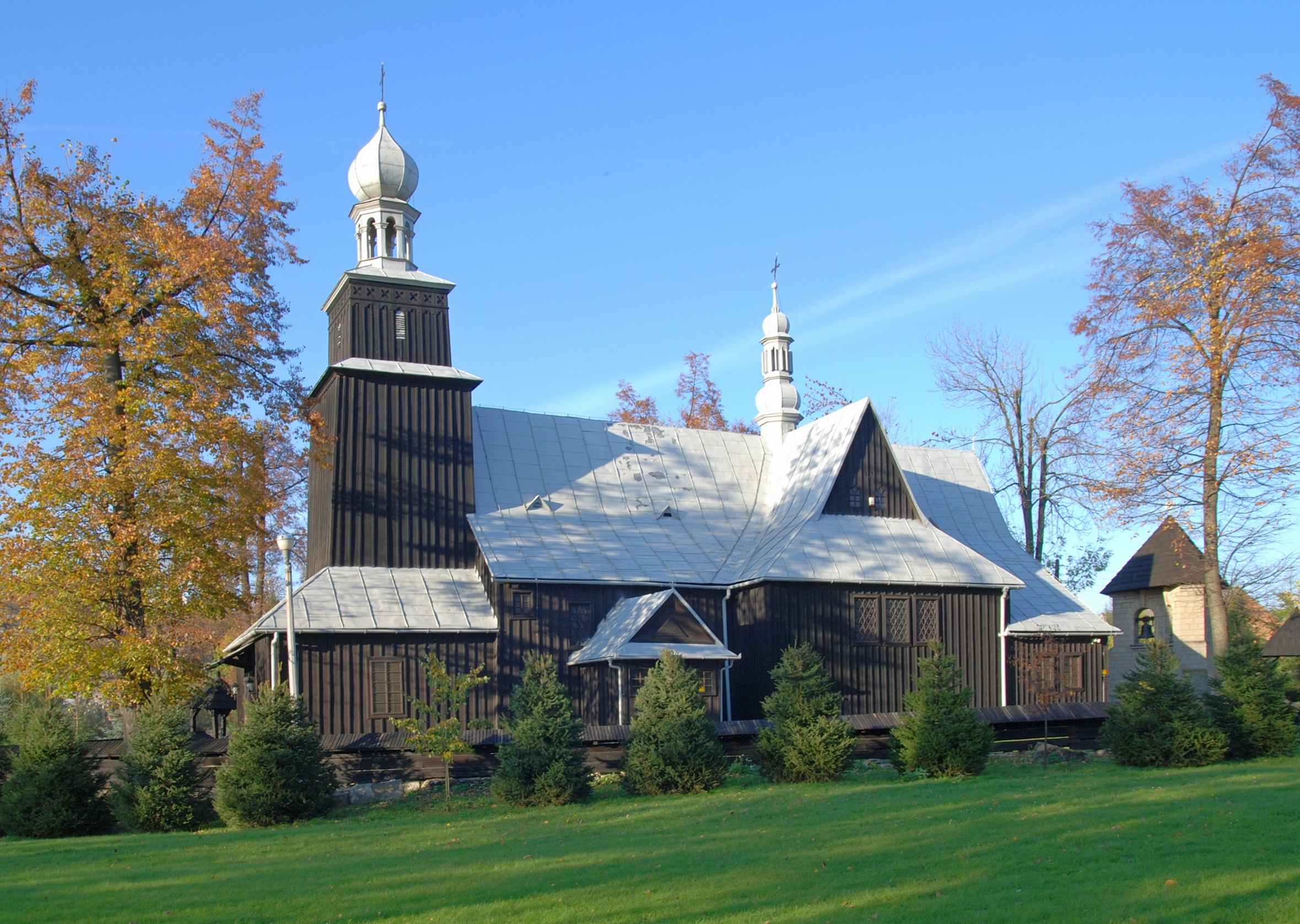
Zabytkowy kościół Wszystkich Świętych